# اسپیتاک
اسپیتاک (به ارمنی: Սպիտակ) یک شهر در ارمنستان است که در استان لوری واقع شده‌است.  در  کیلومتری شمال وانادزور، مرکز استان لوری واقع شده است. اسپیتاک شهری است در شمال ارمنستان در استان لوری. واژهٔ ارمنی اسپیتاک به معنی سپید است.

## تاریخچه
نام سابق آذری آن حماملو می‌باشد Amamth / Hamamlu (تا ۱۹۴۸).
بیشتر بخش‌های شهر اسپیتاک در زمین‌لرزه سال ۱۹۸۸ اسپیتاک ویران شد.

## جغرافیا و آب و هوا
اسپیتاک ۵٫۶ کیلومتر مربع مساحت و ۱۲٬۸۸۱ نفر جمعیت دارد و ۱٬۲۵۰ متر بالاتر از سطح دریا واقع شده‌است.  در  کیلومتری شمال وانادزور، مرکز استان لوری واقع شده است.

## نگارخانه

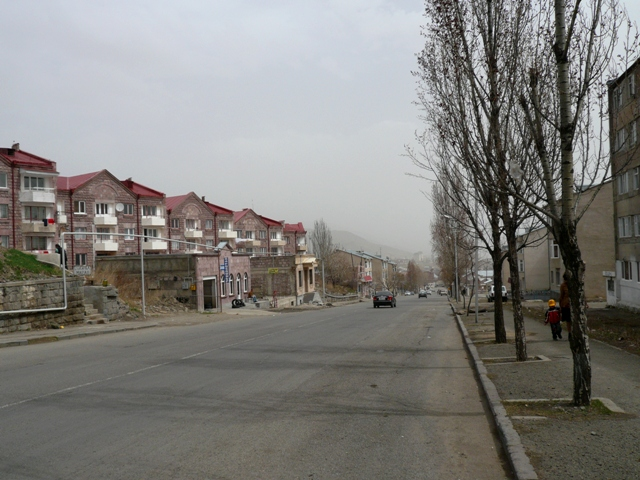
ساختمان‌های جدید
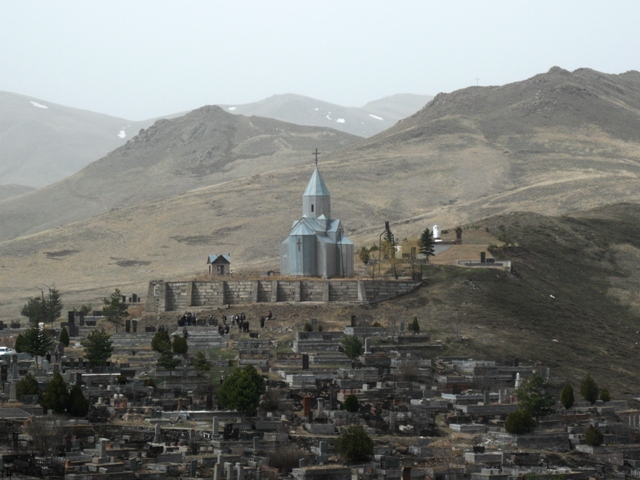
کلیسای فلز در گورستان اسپیتاک
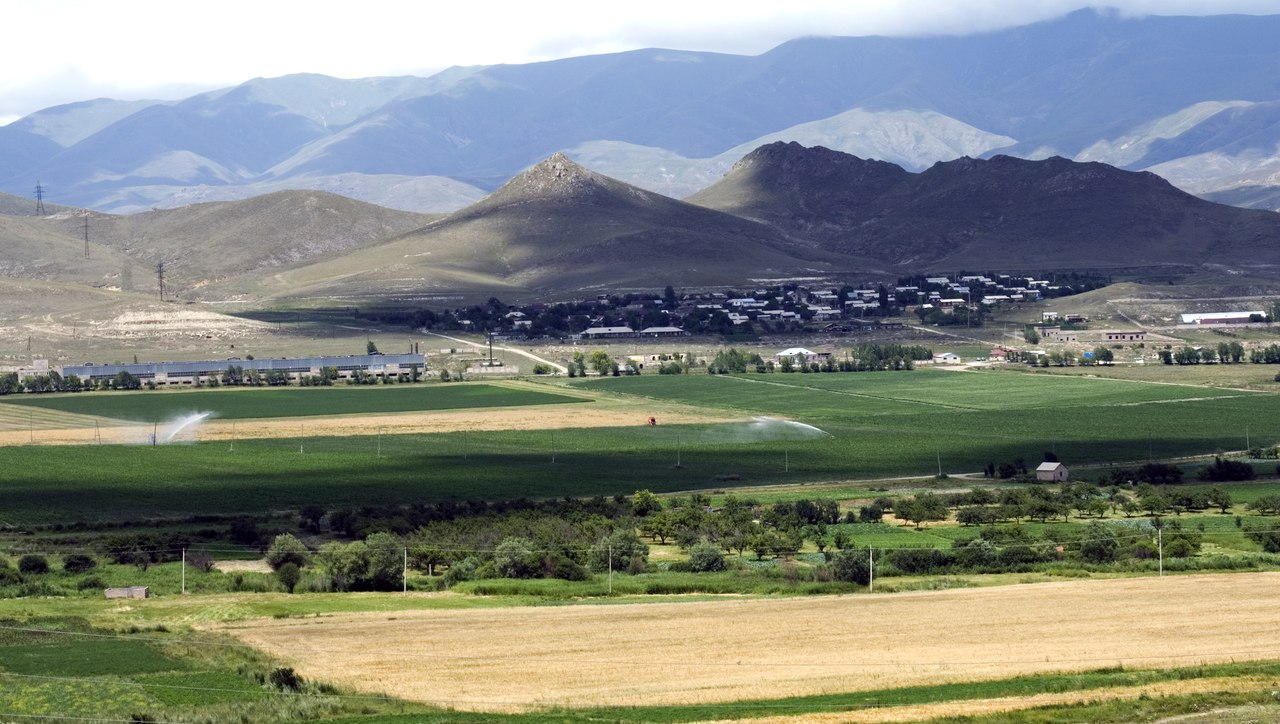
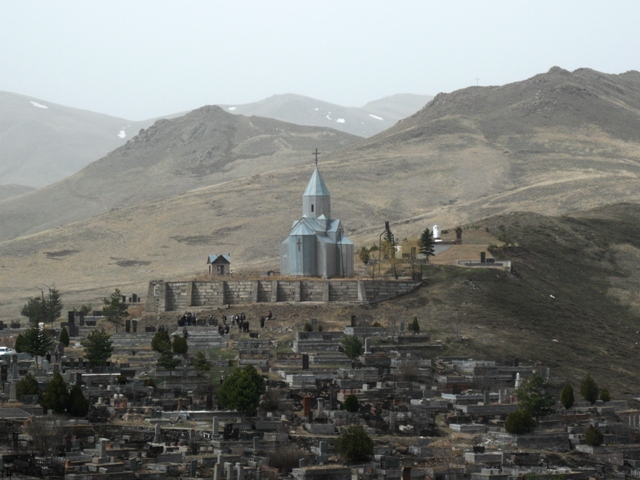
گورستان اسپیتاک
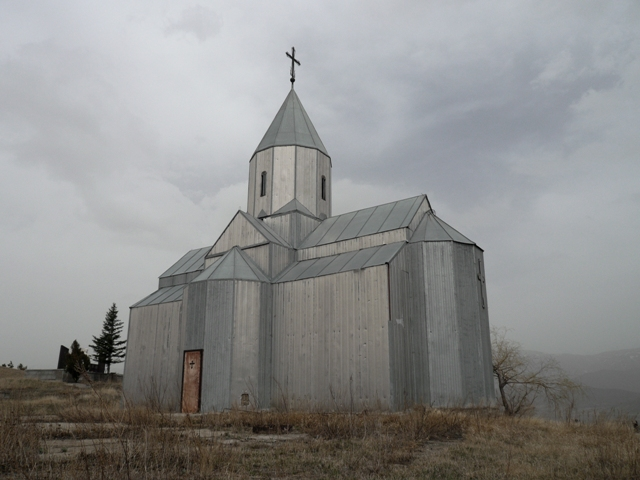
کلیسای در شهر اسپیتاک
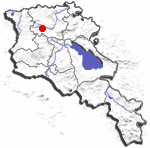
محل اسپیتاک در ارمنستان
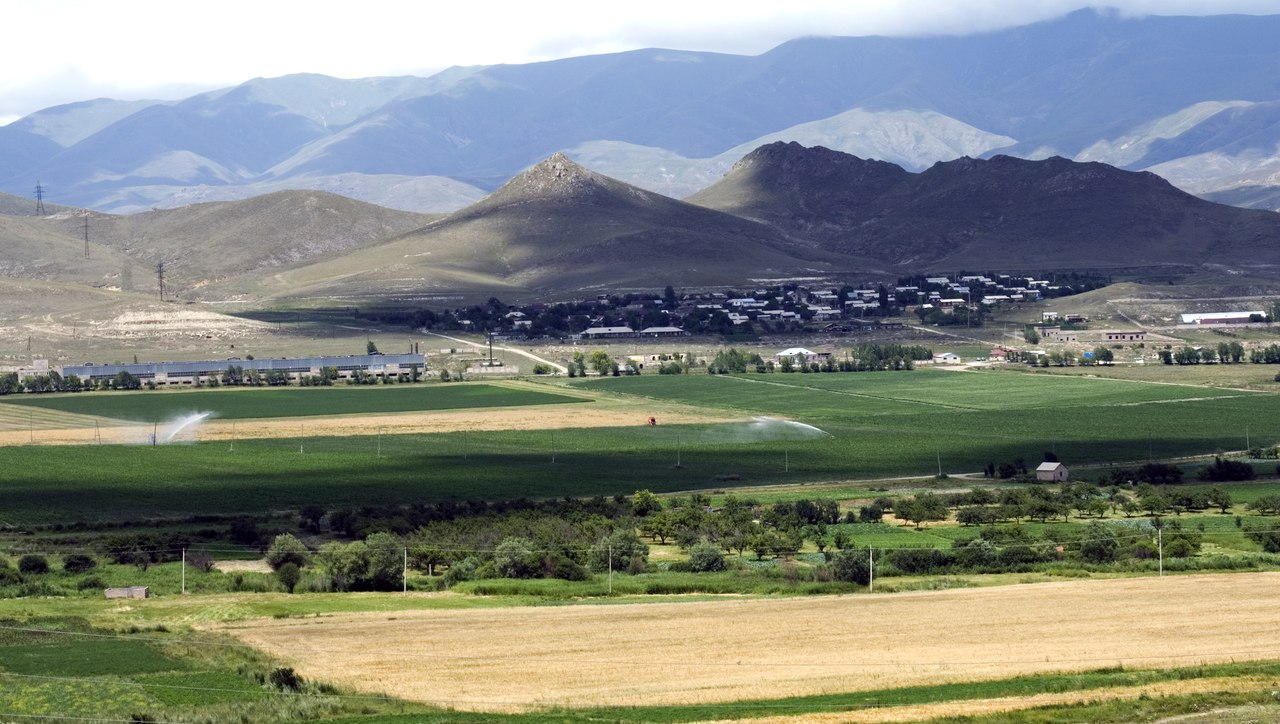